# Horst von Lyncker
Horst Emil Ernst Julius Freiherr von Lyncker (* 13. Januar 1845 in Nemmersdorf; † 7. Mai 1892 in Gumbinnen) war ein deutscher Jurist, Politiker und Rittergutbesitzer.

## Leben
Als Sohn eines Rittergutbesitzers geboren, studierte von Lyncker Rechtswissenschaften in Jena, Heidelberg und Berlin. Während seines Studiums wurde er 1865 Mitglied der Burschenschaft Germania Jena. Nach seinem Studium wurde er 1876 Verwalter des Landratsamtes und von 1877 bis 1889 Landrat im Kreis Lötzen. 1881 übernahm er als Herr auf Nemmersdorf das Gut seines Vaters. Von 1882 bis 1889 war er für die Konservative Partei Abgeordneter im Preußischen Abgeordnetenhaus. 1889 wurde er Verwaltungsgerichtsdirektor bei der königlichen Regierung in Gumbinnen.

## Ehrungen
- 1888: Roter Adlerorden, 4. Klasse